# Gabby Scott
Gabby Scott (* 13. Januar 1997 in Wiesbaden) ist eine puerto-ricanische Leichtathletin, die sich auf den Sprint spezialisiert hat und auch im Hürdenlauf an den Start geht.

## Sportliche Laufbahn
Gabby Scott wurde in Deutschland geboren, wuchs in San Diego auf und studierte von 2015 bis 2018 an der University of Colorado Boulder. 2018 sammelte sie erste Erfahrungen bei internationalen Meisterschaften, als sie bei den Zentralamerika- und Karibikspielen in Barranquilla mit der puerto-ricanischen 4-mal-400-Meter-Staffel in 3:33,65 min den fünften Platz belegte. 2019 belegte sie bei den U23-NACAC-Meisterschaften in Santiago de Querétaro in 57,53 s den vierten Platz im 400-Meter-Hürdenlauf und anschließend schied sie bei den Panamerikanischen Spielen in Lima über diese Distanz mit 56,88 s im Vorlauf aus und belegte dort mit der Staffel in 3:32,03 min den fünften Platz. 2022 belegte sie bei den Ibero-Amerikanischen Meisterschaften in La Nucia in 51,42 s den vierten Platz im 400-Meter-Lauf und anschließend siegte sie in 50,97 s beim AtletiCAGenève. Im Juli erreichte sie bei den Weltmeisterschaften in Eugene das Halbfinale und schied dort mit 51,97 s aus. Anschließend belegte sie bei den NACAC-Meisterschaften in Freeport in 52,18 s den siebten Platz. Im Jahr darauf siegte sie in 51,65 s beim USATF Bermuda Grand Prix und gewann bei den Zentralamerika- und Karibikspielen in San Salvador in 51,51 s die Bronzemedaille hinter der Dominikanerin Marileidy Paulino und Roxana Gómez aus Kuba. Daraufhin schied sie bei den Weltmeisterschaften in Budapest mit 51,52 s im Halbfinale aus. 2024 siegte sie in 50,99 s bei den Ibero-Amerikanischen Meisterschaften in Cuiabá über 400 Meter. Im August schied sie bei den Olympischen Sommerspielen in Paris mit 51,22 s im Halbfinale aus.
2021 wurde Scott puerto-ricanische Meisterin im 400-Meter-Hürdenlauf sowie 2022 und 2024 über 400 Meter.

## Persönliche Bestleistungen
- 400 Meter: 50,52 s, 6. August 2024 in Paris (puerto-ricanischer Rekord)
  - 400 Meter (Halle): 52,86 s, 8. März 2019 in Birmingham
- 400 m Hürden: 56,04 s, 8. Juni 2019 in Austin